# IL17RD
IL17RD‏ (Interleukin 17 receptor D) هوَ بروتين يُشَفر بواسطة جين IL17RD في الإنسان.